# Monte Barro
De Monte Barro is een berg nabij Lecco in Lombardije, Italië, met een hoogte van 922 meter.